# Bouzin
Bouzin (em occitano:  Bosin) é uma comuna francesa na região administrativa da Occitânia, no departamento do Alto Garona. Estende-se por uma área de 4.27 km², com 92 habitantes, segundo o censo de 2018, com uma densidade de 22 hab/km².